# Chicano

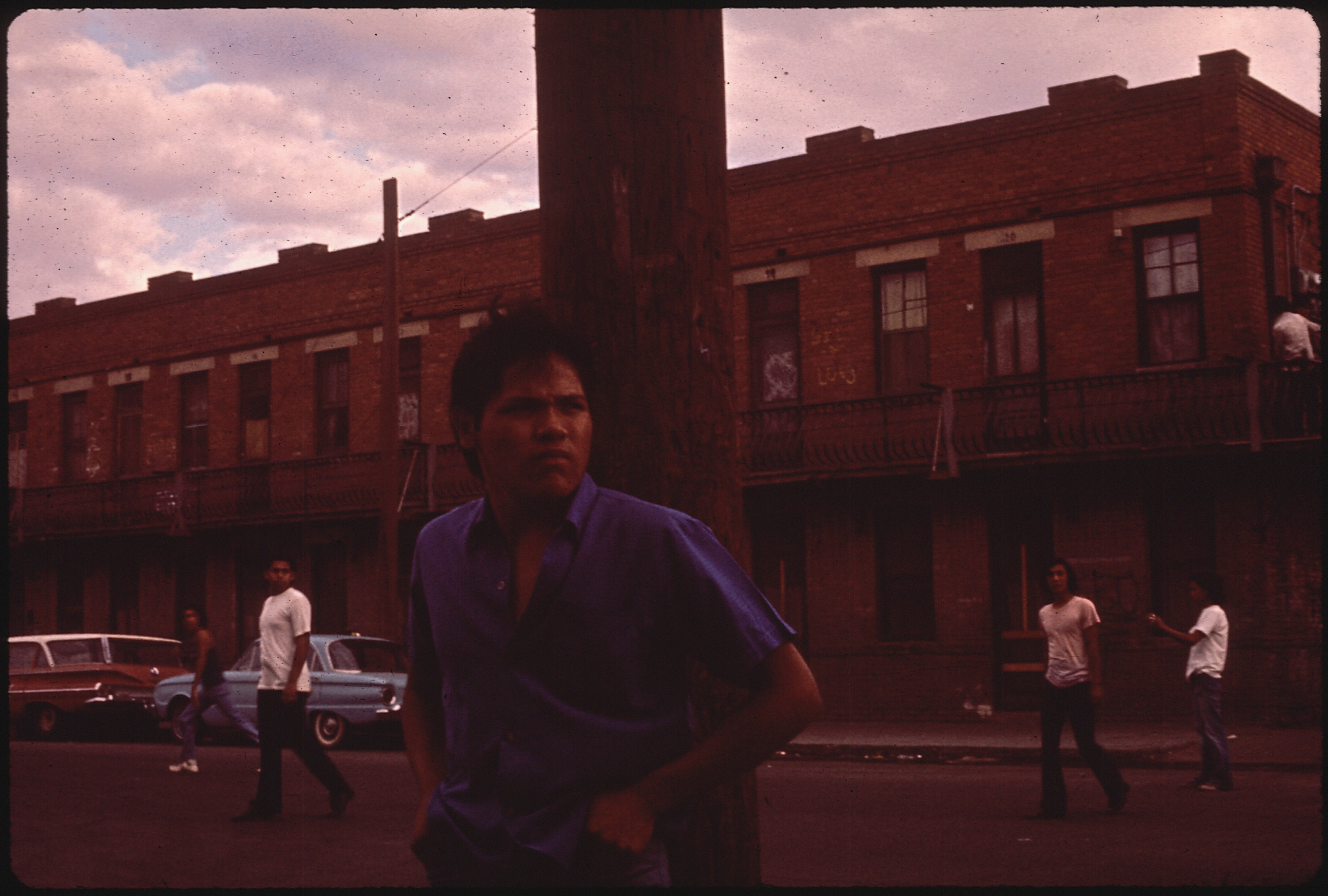
El Segundo Barrio, un barrio chicano en El Paso, Texas.

Chicano es un término que se refiere a un estadounidense de origen mexicano, empleado coloquialmente en los Estados Unidos para referirse a los mexicanoestadounidenses.
En un inicio, se utilizó para referirse a todos los habitantes hispanos oriundos de los territorios estadounidenses que pertenecieron anteriormente a México (Texas, Arizona, Nuevo México, California, Utah, Nevada y partes de Colorado, Oklahoma, Kansas y Wyoming). Sin embargo, dependiendo de la fuente o el contexto, puede referirse a un ciudadano estadounidense de origen mexicano o a una persona nacida en los Estados Unidos de origen mexicano.
En 2021, los mexicanoestadounidenses representan el 8,9 % de la población de los Estados Unidos, con más de 37 millones de habitantes que figuran en los censos como descendientes de mexicanos; los mexicanoestadounidenses comprenden el 60 % de todos los latinoamericanos e hispanos de Estados Unidos, siendo este el segundo país en el mundo con mayor número de mexicanos, solo superado por su país de origen: México. También comprenden el 23 % de todos los mexicanos del mundo.[cita requerida] Canadá tiene la segunda mayor cantidad de mexicanos fuera de su lugar de origen y Guatemala también tiene una pequeña e importante «gran minoría» de mexicanos.[cita requerida] La mayor parte de los mexicanoestadounidenses son descendientes de mestizos y europeos, principalmente de españoles, y también existe una minoría de alrededor de 170 000 descendientes de indígenas, tanto de Estados Unidos como de México.

## Etimología
La palabra «chicano» comparte un origen náhuatl con «México» y «mexicano», entre otras, que es mexihkah (pronunciado [me'shih.ka]), el nombre que empleaban los mexicas para autodenominarse en su territorio, que hoy en día es una parte de México.
El Diccionario de la lengua española de la Real Academia Española lo define en su versión electrónica 23.5 del «Diccionario de la lengua española» (consultable en línea) (2021): chicano, na. (Acort de mexicano).
1. adj. Dicho de una persona: Que es de origen mexicano y vive en los Estados Unidos de América, especialmente en las áreas fronterizas con México. U. t. c. s. (Usado también como sustantivo)
2. adj. Perteneciente o relativo a los chicanos.
Una de las teorías más claras para explicar el origen etimológico de la palabra «chicano» menciona que se trata de una derivación de «mexicano». De esta palabra deriva «xicano», y dado que la x solía tener varios siglos atrás el sonido [ch] en el español de los mexicanos, el vocablo original terminó en el actual «chicano».

## Connotación
La connotación de la palabra puede ser negativa y no sería inusual que alguien a quien se le llame «chicano» se ofenda, pensando que se está diciendo que es «menos mexicano» que aquel que lo dice. Es también aplicado a todos los hispanoamericanos que se radican en los Estados Unidos.
Originalmente se utilizaba este término de forma peyorativa, siendo sinónimo de «callejero», «maleducado», «pillo» o «pícaro», entre otros. Sin embargo, a partir del Movimiento Chicano (1965 a 1979) adquirió una connotación con tintes políticos, lo que le dio también un valor semántico de mayor prestigio. Actualmente el término se utiliza para designar a todos aquellos ciudadanos estadounidenses de ascendencia mexicana. Si bien entre este grupo social se utiliza el vocablo con orgullo, el grupo en sí sigue siendo en muchas ocasiones relegado tanto por los estadounidenses (que lo consideran formado por ciudadanos de segunda o tercera clase) como por sus compatriotas mexicanos.
Paralelamente hay quienes se sienten orgullosos de ser una mezcla de las dos culturas, popularizando dichos como «100% Chicano» (el «100» pronunciado en inglés, «One hundred por ciento Chicano», para enfatizar el espanglish característico de los chicanos) y «Ni de aquí ni de allá» (refiriéndose a no clasificarse ni como estadounidense, ni como mexicano, sino como puro «chicano»). Muchos estadounidenses piensan que esto es falta de una cultura desarrollada debido a las deformaciones en las lenguas española e inglesa. La misma palabra existe en inglés con un significado menos particular, queriendo decir un habitante estadounidense de origen mexicano; este segundo significado se ha vuelto tan popular y oficial que forma parte del censo estadounidense en la encuesta racial.[cita requerida]

## Movimiento chicano

### Antecedentes
El Movimiento chicano fue un movimiento cultural y político que construyó una identidad cultural nueva y cambió las políticas para los chicanos. Empezó en el año 1960 pero perdió impulso durante la década de los 80. Sin embargo, recientemente el movimiento ha resurgido con la generación nueva de las activistas chicanas.
El movimiento incluyó muchas cuestiones tal como la restauración de las cesiones de terreno, los derechos de las agriculturas, trabajadores agrícolas, la educación, los derechos políticos y a votar, y la conciencia de la historia chicana. Además, el movimiento trató los estereotipos étnicos que la media y los estadounidenses identificaran los mexicanos y mexicanoestadounidenses.

### Orígenes
En el año 1848, la guerra de Estados Unidos-México terminó con el tratado de Guadalupe-Hidalgo, con Estados Unidos comprando la región que en nuestros días compone la frontera entre ambas naciones. En ese momento, la discriminación, el racismo, y la explotación de indígenas empezaron. Entonces, el movimiento chicano estaba influenciado por los héroes de este tiempo.
Después de la Segunda Guerra Mundial, se formaron grupos tales como el Foro Americano GI (o AGIF por sus siglas en inglés American GI Forum), y otras organizaciones de los derechos civiles. En 1947, el Tribunal Supremo sentenció en el caso de Méndez contra Westminster que la segregación contra los jóvenes de ascendencia hispana era inconstitucional y prohibió discriminar a los jóvenes latinos frente a los caucásicos. Además, en 1954 en el caso Hernández contra Texas, declaró que los mexicanoestadounidenses y otros grupos raciales en los Estados Unidos tenían derecho a la protección indicado en la enmienda 14 de la Constitución de Estados Unidos.

### La misión y la intención
El Movimiento chicano fue una protesta pacífica entre estadounidenses de ascendencia mexicana que promovió apoderamiento étnico. Redefinió las nociones de orgullo por la herencia mexicana y también desafió a las instituciones que practicaban la discriminación contra los mexicanos, sobre todo de clases rurales. El movimiento fue dividido en cuatro componentes que incluyeron un movimiento juvenil en contra de la discriminación en las instituciones educativas y en contra de la guerra, un movimiento de trabajadores agrícolas, un movimiento político para obtener poder político, y un movimiento por tener viviendas en el suroeste de los Estados Unidos.

### Líderes del Movimiento chicano

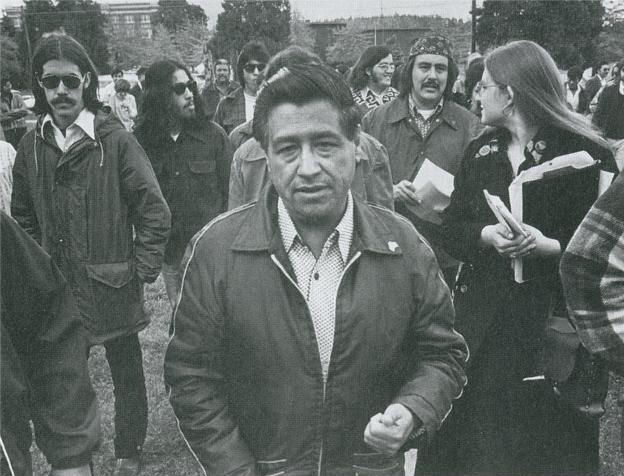
César Chávez visita al Colegio César Chávez, 1974.

- California: César Chávez y Dolores Huerta inspiraron la consciencia política entre miles de jóvenes a través del sindicato United Farm Workers.
- Denver: Rodolfo "Corky" Gonzáles escribió el poema I Am Joaquin sobre la historia y la identidad chicana y fundó la Cruzada Por la Justicia. Colaboró con Martin Luther King en la Campaña de los Pobres en 1968.
- Nuevo México: Reies López Tijerina trabajaba con el movimiento de las cesiones de terreno para recobrar control de las tierras solariegas. Fundó la Alianza de Pueblos Libres y colaboró con el Partido Pantera Negra y Martin Luther King, Jr..
- Texas: Dr. Héctor P. García, un veterano de la guerra, fundó AGIF y luego fue designado a la comisión de los derechos civiles de los Estados Unidos; José Ángel Gutiérrez fundó el grupo estudiantil MAYO y el partido político La Raza Unida.

### Las ciudades primarias
Aquí es una lista de las ciudades primarias del movimiento chicano:
- Albuquerque
- Dallas
- Denver
- Houston
- Las Vegas
- Los Ángeles
- Phoenix
- San Antonio
- San Diego
- San Francisco

### El Movimiento de los Trabajadores Agrícolas
En la California rural, líderes laborales César Chávez, Dolores Huerta y Larry Itliong protestaron contra las condiciones duras del trabajo agrícola en la década de 1960. En el año 1962, Chávez fundó La Asociación Nacional de Campesinos, renombrado a Comité Organizador del Sindicato Unido de Trabajadores Agrícolas (en inglés National Farm Workers Association y renombrado United Farmworkers Union Organizing Committee o UFWOC en 1972). Después de muchas huelgas, muchos boicots, y mucha diplomacia, el 29 de julio de 1970, UFWOC persuadió a John Guimara Sr. a solamente contratar trabajadores de la unión.
En 1973, trabajadores de las uvas hicieron huelga por tres meses en Coachella y San Joaquín, California. Varios fueron arrestados y golpeados. Dos huelguistas fueron asesinados. Sin embargo, dos años después, en 1975 California aprobó la Ley de Relaciones Laborales Agrícolas (en inglés, Agricultural Labor Relations Act) que les garantizó a los trabajadores agrícolas, el derecho a organizarse.

### Las Huelgas Estudiantiles
En 1968, los miembros de Estudiantes Mexicanos Americanos Unidos y Asociación de Jóvenes Mexicanos Americanos (en inglés, United Mexican American Students and Mexican American Youth Association) organizaron las huelgas en las escuelas desde Denver a Los Ángeles. Protestaron contra los planes de estudio, los muchos marginados entre estudiantes chicanos y la prohibición a hablar español.
En 1974, El Congreso aprobó la Ley de Igualdad de Oportunidades de 1974  (en inglés, Equal Opportunity Act of 1974) que implementó más programas educacionales bilingües en las escuelas públicas.
En 1978, las huelgas estudiantiles en Houston, Texas, protestaron contra la discrepancia de la calidad académica entre los estudiantes hispanos y los demás. Por estas razones, reformas educacionales como el Fondo Mexicano Estadounidense de Educación y Defensa Legal (en inglés, Mexican American Legal Defense and Education Fund) se crearon para proteger los derechos civiles de los hispanos.
El 3 de marzo de 1968 ocurre un hecho que marca el inicio del movimiento chicano, que se ve fuertemente ligado al movimiento por la lucha de los derechos civiles en los Estados Unidos. En esta fecha más de mil estudiantes de la Escuela Secundaria Abraham Lincoln, en Los Ángeles, abandonan la escuela para iniciar una huelga. Al poco se les unen varios miles de estudiantes más, pertenecientes a diversas escuelas secundarias de la ciudad. Para el final del día se había reunido un contingente de más de diez mil estudiantes en huelga, convirtiendo a este movimiento en la primera protesta masiva importante emprendida por mexicano-estadounidenses.
Los estudiantes protestaban debido a los profesores y políticas racistas en sus escuelas, así como en contra de las limitaciones a la libertad de expresión en las mismas, la falta de profesores de ascendencia mexicana y la ausencia de clases sobre la cultura e historia mexicanas. Se detuvo a los trece organizadores de la huelga, convirtiéndose en los primeros activistas mexicano-estadounidenses encarcelados por cargos de conspiración. A este movimiento le siguieron una serie de huelgas en todo el suroeste de los Estados Unidos.
- Movimiento Estudiantil Chicano de Aztlán
- Liga de ciudadanos latinoamericanos unidos

### El mito de Aztlán
El mito de Aztlán tiene una fuerte influencia en la cultura chicana, quienes comienzan a incorporar motivos prehispánicos en la pintura, poesía y novela. Con el tiempo deja de funcionar como un símbolo para entrar de lleno en la poesía y fundar un espacio de ficción. Existen ejemplos claros como la antología poética Floricanto en Aztlán de Alurista, o la novela Peregrinos de Aztlán de Miguel Méndez. El movimiento chicano de Aztlán no es monolítico, ya que dentro de él hay múltiples tendencias.
Las chicanas feministas han tomado a Frida Kahlo como su símbolo. Otros chicanos que han aceptado su mestizaje se identifican con la Virgen de Guadalupe. Las chicanas intelectuales tienen a Sor Juana Inés de la Cruz como su símbolo de identificación. Otro grupo reivindica la figura de la Adelita, una concepción muy fuerte dentro del ideario chicano ya que un número importante de chicanas son de origen campesino.

## Arte chicano
Impulsado por la combinación del activismo político y el orgullo cultural y como una respuesta pacífica de la sensibilidad de los pueblos que componen el universo chicano, se han desarrollado: el arte visual, la música, la literatura, el baile y el teatro.

### Música
Lalo Guerrero empezó a componer música en los años treinta y es considerado el padre de la música chicana. Durante el transcurso de su carrera musical Guerrero escribió música de todo tipo diferente de género y también música que atrajo a personas de todas las edades. Los niños de México y Estados Unidos crecieron con sus parodias como "Pancho Claus", "There's No Tortillas", "Tacos for Two", y especialmente su proyecto de "Las Ardillitas de Lalo Guerrero". Lalo Guerrero es también famoso por sus canciones que recuerdan la historia de los chicanos. Guerrero inspiró a la gente con sus canciones acerca de César Chávez y la Unión de Campesinos de Estados Unidos (o UFW por sus siglas en inglés United Farm Workers), el antiguo periodista Rubén Salazar y las dificultades de inmigrantes ilegales.

#### Rock
El Chicano es considerado uno de los grupos chicanos de rock más exitosos. Ellos empezaron en el este de Los Ángeles (East Los Angeles) en el final de la década del sesenta y fueron llamados originalmente Los V.I.P.s. Ellos cambiaron su nombre a El Chicano durante el despertar cultural del nuevo chicano o mexicanoestadounidense, movimientos culturales en los Estados Unidos durante los años 60.
Tres otros famosos grupos de rock chicanos de los años 60 fueron The Premiers, Cannibal & the Headhunters, y The Blendells. The Premiers fue el primer grupo de rock chicano en lograr éxito nacional cuando su álbum Farmer John alcanzó el número 19 en julio de 1964. Cannibal & the Headhunters son conocidos por su canción popular "Land of a Thousand Dances". El grupo recorrió el país con famosos músicos como The Four Tops y Smokey Robinson. The Blendells grabaron la canción "La La La La La", originalmente de Stevie Wonder, y su versión de la canción fue el número 62 en la lista éxitos de nacionales de la música.
Otro famoso grupo de rock chicano del este de Los Ángeles es la banda Tierra. Dos hermanos, Steve y Rudy Salas, formaron Tierra en 1973. La canción más famosa que Tierra compuso fue "Together", que alcanzó el número 18 en la lista éxitos de nacionales de la música en diciembre de 1980. Trini López nació y creció en Dallas, Texas. Él también alcanzó la fama en este género. Durante su carrera musical, López grabó más de cuarenta álbumes, de los cuales el más popular fue Live at PJ’s.
Los Lobos encontraron también un lugar en el rock chicano. Algunos de sus álbumes más populares son And a Time to Dance (que incluyó la canción ganadora de un Grammy "Anselma"), y How Will the Wolf Survive (que incluyó la conocida canción "Will The Wolf Survive"). Durante toda su carrera musical, Los Lobos viajaron con grupos famosos tales como U2, The Eagles y Grateful Dead.

#### Rap
El rap chicano es una combinación de hip-hop y rap hispano, cantado por músicos de rap de Estados Unidos de ascendencia mexicana. El artista chicano más conocido y temprano de rap es Kid Frost, surgido en los años 1990. Kid Frost nació en el este de Los Ángeles con el nombre de Arturo Molina, Jr. y cambió su nombre a Kid Frost como un tributo a Ice T, uno de sus rivales de rap. Su álbum de debut, Hispanic Causing Panic, incluyó la canción popular "La Raza", que abrió la puerta a otros músicos chicanos de rap. Entre otros álbumes famosos grabados por Frost se incluyen East Side Story, Till the Wheels Fall Off, y Blunts N Ballerz.
Lil Rob es otro famoso músico chicano del rap de San Diego, California que empezó su carrera musical en 1992. Su álbum de debut fue "Crazy Life" en 1997, que incluyó las canciones populares "Do My Thing" y "Oh What a Night." Lil Rob ha grabado recientemente dos otros álbumes titulados Twelve Eighteen, Pt. 1 en 2005 y Twelve Eighteen, Pt. 2 en 2007. Entre las canciones populares de estos álbumes se incluyen Summer Nights y Bring Out the Freak in You.
Delinquent Habits son otro famoso grupo de Rap chicano que se formó en Los Ángeles en 1991. Los miembros actuales del grupo son Iván Martin, a.k.a. Ives o Huero Loco, Alejandro Martínez, a.k.a. O.G. Style y Michelle. Los álbumes recientes de Los Delincuentes son Merry Go Round, Freedom Band, y New and Improved.
Baby Bash es otro músico chicano famoso de rap que nació en Vallejo, California. Su interés por la música empezó con un viaje a Houston, Texas, donde él colaboró con el grupo South Park Mexican y escribió una canción para ellos que se tituló "Wiggy". Antes de empezar su carrera en solitario, Baby Bash colaboró también con Frankie J y los Kumbia Kings. Baby Bash entonces se unió con el famoso productor de música Happy Pérez y empezó su carrera en solitario. "Suga Suga" fue su primera canción popular, y fue publicada en su primer álbum titulado Tha Smokin Nephew (2003). Sus álbumes actuales incluyen Super Saucy (2005) y Cyclone (2007). Estos incluyen los canciones populares "Cyclone" y "What Is It".
Serio es otro famoso músico chicano del rap de Los Ángeles, California que empezó su carrera musical en 2005. Su álbum de debut fue Nightmares Turned Into Reality en 2006, que incluyó las canciones populares "I Got To Have You" y "They Call Me Serio". En él 2008, para dar una muestra su próximo álbum, Serio lanzó él sencillo "Serio Controla".Esta canción iba a ser incluida en su segundo álbum, Part 2: The Revenge of Serio, lanzado en él 2009. Esta vez, su CD incluyó una aparición de, nada más y menos que el padrino de Chicano Rap, Kid Frost, "In LA" una canción muy popular. Serio lanzó su tercer álbum, Part: 3 Gansterism, que cuenta con MC Magic en 2 canciones, "Serio Come Back" y "Ill Never Forget". También se incluyen en el álbum, Lighter Shade of Brown, Conejo, y Mr. Midget Loco. En 2012, Serio lanzó su nuevo sencillo "Don't Hate Me Because I'm Mexican", con Proper Dos y Conejo del nuevo álbum Soy Chicano Rap, publicado el 13 de febrero de 2013.
Kinto Sol, es un grupo Mexicano de hip-hop con base en la ciudad de Milwaukee, Wisconsin. Está conformado por cuatro hermanos: DJ Payback García (Javier García), El Chivo (Eduardo García), Antorcha (Mario García) y Skribe (Manuel García) este último líder del grupo. Kinto Sol, emprendió su primer álbum en inglés, su segundo álbum fue De norte al sur, tercer álbum Hecho en México por su amor a México y le ganó fama en las calles, después La Sangre Nunca Muere habla de la situación familiar, seguido de Los Hijos Del Maíz que fue el álbum que les dio más fama por tocar temas de racismo, malinchismo, amor a la sangre azteca entre otros. Su último álbum fue "La tumba del alma".
El Pecador, mexicanoestadounidense criado en Long Beach, California, es un pionero original de la comunidad Hip-Hop Latino (Chicano) y continúa ganando reconocimiento como uno de los más prolíficos letrista en idioma español de todos los tiempos. Es también miembro del grupo de rap latino "Tha Mexakinz", quien debutó su primer álbum titulado Zig Zag en 1993 y el primer grupo latino en ser firmado a los expedientes de Motown elevadas en Billboards Top 40 Buscador de Calor Gráfico. Ha colaborado con algunos de los artistas más finos de la industria de la música, incluyendo: Dr. Dre, Pitbull, Beyonce, Fat Joe, Lil Wayne, Bun B, E-40, Xzibit, Chino XL, Talib Kweli, Bobby Valentino, Kanye West, Akwid, Cartel de Santa, Beenie Man, Liga de la Justicia, sólo para nombrar unos pocos. También ha trabajado con productores de mesa Smith: DJ Quik, Dr Dre, el enfoque y DJ Khalil y próximos y productores con sede en California Los Mechaniks ataque.
El disco La luz del rapero español Mitsuruggy está lleno de referencias a la cultura chicana (léxico, instrumentales, el videoclip de la canción "Inmortal",etc).

#### Otros músicos
Lydia Mendoza fue una reconocida guitarrista y cantante de música folk mexicanoestadounidense.
Flaco Jiménez es un famoso músico chicano de acordeón. Ha ganado tres Grammys durante su carrera musical. Su último Grammy fue en 1996 para "la mejor actuación mexicano estadounidense".
Otro famoso músico de rock es Don Totsi, que formó parte de la generación del rock and roll temprano de músicos chicanos. Compuso música combinando los géneros de música swing y el rhythm & blues. La canción más famosa de Totsi es "Pachuco Boogie".

### Literatura
La literatura chicana se caracteriza por narrar las experiencias de los estadounidenses de origen hispano, ya sean inmigrantes o bien nativos de primera generación o de aquellas comunidades de habla hispana en los estados de Texas, Nuevo México, Arizona y California cuando pertenecían al imperio mexicano. Es una literatura que presenta un rasgo bicultural: lo anglosajón y lo hispano.
Algunos eruditos argumentaban el hecho de cómo se podía dar el nombre de literatura a un producto discursivo salido del vacío, ya que no existía una tradición literaria que lo respaldara. Dado que se trataba una literatura escrita en español e inglés se contradecían las normas básicas relacionadas con el destinatario del discurso. Aparte de ser considerada como algo folclórico por combinar español e inglés, se discutía si la producción artística debía adherirse a la literatura mexicana o a la estadounidense. La literatura chicana no era sólo producto de una minoría étnica, sino que además era considerada peligrosa ya que los valores que reflejaba se oponían a lo que estaban establecidos por la literatura anglosajona. Se ignoraba que era el producto de los esfuerzos por rescatar, transmitir y mantener los fundamentos culturales de toda una comunidad. La literatura chicana se caracteriza por tratar las carencias económicas en las que vive el mexicanoestadounidense, la discriminación por parte de los estadounidenses, las pugnas que tienen con la ley y la sangre derramada por muchos mexicanos en Estados Unidos de América.
Algunos autores destacados de la literatura chicana incluyen a Armando Cáceres, autor de Poema de libertad, y Abelardo Delgado, autor de Stupid America. Evocan la cercanía con la naturaleza, la deshumanización tecnológica y la existencia y hostilidad hacia el extranjero. También destacan Tino Villanueva, José Montoya y Jimmy Santiago, que, aparte de literatos, fueron activistas destacados durante el Movimiento chicano. Cuando se publica el poema I Am Joaquin en los 60, Rodolfo "Corky" Gonzáles pone de manifiesto temas y preocupaciones propias de la comunidad mexicana-estadounidense, en donde se denuncia la falta de oportunidades en la educación, la carencia de participación política, así como los problemas generados por motivos de raza y etnia.
La literatura chicana se escribe mayoritariamente en inglés, con Rudolfo Anaya, Sandra Cisneros y Ron Arias como máximos representantes. Después, hay un nutrido grupo de creadores que escriben en ambos idiomas indistintamente como Rolando Hinojosa-Smith, Tomás Rivera o Alejandro Morales (esta opción es cada vez mayor al haber ediciones bilingües). Por último, están los creadores que escriben íntegramente en español; esta opción es la más minoritaria, destacando Miguel Méndez, Margarita Cota-Cárdenas, Aristeo Brito, y Jorge Majfud.
Esta palabra se emplea para referirse a las familias procedentes de México que se instalan en Estados Unidos en el libro Perfect Chemistry de Simone Elkeles.
Entre los escritores más destacables tenemos:
- Alejandro Morales
- Alicia Gaspar de Alba
- Aristeo Brito
- Carlos Cortez
- Eusebio Chacón
- Fausto Avendaño
- Gloria Anzaldúa
- Jorge Ulica
- José de la Peña
- José Ramos
- Justo S. Alarcón
- Manuel Luis Martínez
- Margarita Cota-Cárdenas
- Miguel Méndez
- Rolando Hinojosa
- Ron Arias
- Rudolfo Anaya
- Sandra Cisneros
- Sergio Elizondo

La literatura chicana expone la lucha de este pueblo por conformar su identidad, influenciada por el contexto histórico que los ha rodeado. Destaca una clara falta de independencia o autonomía sociopolítica que abarca desde 1300 hasta el presente; los chicanos han sido subyugados por diversos poderes (destacando los españoles y los estadounidenses) que marcaron su identidad cultural.
El crítico literario Juan Rodríguez, en sus artículos El desarrollo del cuento chicano: Del folklore al tenebroso mundo del yo y La búsqueda de la identidad y sus motivos en la literatura chicana, habla de los elementos que dan origen a la visión chicana en la literatura. Para Rodríguez, la literatura chicana parte de la infraestructura y la enajenación provocadas por las fuerzas económicas subyacentes en la realidad del chicano. Sin embargo, falla en su análisis al no explicar cómo esas fuerzas subyacentes establecen la mentalidad clasista del autor que se ve reflejada en la obra chicana.
La mayoría de los primeros escritores chicanos reflejaron lo que se denomina la “realidad vital chicana”, es decir, que escribieron sus textos desde la visión que su clase social les presentaba. Muchos de ellos pertenecían a una clase social baja, casi siempre campesinos trabajando para anglosajones ricos, y reflejaron su sentir como sociedad en sus textos.
La literatura chicana refleja el intento por encontrar una identidad para este grupo social a través de las reflexiones que los autores añaden. En Un hijo del sol de Genaro González, el protagonista, llamado Adán, se cuestiona su propia identidad y emprende un viaje en su búsqueda. Para poder encontrarla pasa por tres etapas, primero en el Valle de Texas, luego en México y terminando en el norte de Estados Unidos. Finalmente, Adán se inclina hacia una identidad fuertemente ligada a su pasado prehispánico como una forma de protección contra el racismo estadounidense. Sin embargo, su identidad chicana-mestiza queda en el aire e indefinida.
La semana de la vida de Manuel Hernández de Nick Vaca refleja, por otro lado, una náusea o hastío que siente el chicano hacia sí mismo y su entorno. Refleja el hastío hacia su contexto histórico y social que lo obliga a vivir en las circunstancias en que se encuentra. Manuel, el protagonista, decide buscar su identidad estudiando en Inglaterra en lugar de regresar a sus raíces como lo hizo Adán.
Estos textos en cierto modo opuestos representan la dificultad que ha tenido el pueblo chicano para encontrar su propia identidad, atrapados entre sus raíces indígenas y mexicanas y un mundo anglosajón que los relega al estrato social más bajo.

### Actores/cantantes
- Bobby Pulido
- Cheech Marin
- Demi Lovato
- Edward James Olmos
- Eva Longoria
- George Lopez
- Haatepah
- Jay Hernández
- Jenni Rivera
- Jessica Alba
- Louis Hernández
- Ritchie Valens
- Selena
- Selena Gomez

### Filmografía
- American Me
- My Family
- Sangre por Sangre (en inglés, Blood In Blood Out: Bound By Honor)
- Zoot Suit

### Artes plásticas
Los historiadores afirman que las primeras obras de la plástica chicana fueron creadas en las comunidades campesinas del valle central de California durante los años 60. Esos trabajos fueron inspirados, con frecuencia, en el desarrollo político y cultural de la clase humilde trabajadora de mexicanos californianos.
Según el teórico Víctor Zamudio Taylor, la ideología del movimiento artístico chicano se concretó principalmente en el muralismo. Estos artistas se inspiraban en el muralismo mexicano, pero se diferenciaban de él en el hecho de que se apropiaban de los espacios públicos sin autorización previa y sus autores no eran patrocinados ni apoyados por el gobierno sino por comerciantes locales y residentes. Otra manifestación importante en el arte chicano es la gráfica, y uno de sus cultores más conocidos es Rupert García, nacido al norte de California. Este artista combina diversos aspectos de la Escuela Mexicana y el pop art. Su producción gráfica trata temas como los derechos y los conflictos civiles y personajes de la historia.
El “movimiento de arte chicano” es un arte especialmente callejero que comenzó en los años 60 entre México y el suroeste de Estados Unidos. Por la relación de este arte con la mitología mexicana y el arte azteca, también son conocidos como “Los pintores de Aztlán”, siendo esta una isla de mitología azteca y un paraíso misterioso.
Un movimiento artístico heredero y muy relacionado en estilo y temática con el famoso muralismo mexicano de principios del siglo XX y representado por las grandes obras de famosos muralistas como Diego Rivera, David Alfaro Siqueiros y José Clemente Orozco.
Los artistas chicanos expresan la vida tal y como la conocen. Algunos de los artistas chicanos que contrastan en su trabajo, expresando vida con colores y formas rotundas son:
1. Carlos Almaraz (pintura “el Lobo”)
2. Esther Hernández (“If This Death, I Like It” 1995)
3. Frank Romero (“Gost of evergreen cementery” 1987)
4. Gilbert S. Luján, llamado también “Magu” (“Todos locotes” 1986)
5. John Valadéz (“Tony y Edie” 1986)
6. Judithe Hernández (“Sueños Oaxaqueños” 1981 y “Una mujer indígena”)
7. Leo Limón (“Rising Heart Over L.A.” 1987)
8. Luis Jiménez (Bailarines en la fiesta “Fiesta Dancer” 1986)
9. Patssi Valdez (“Cocina”)
10. Rupert García (carteles “Maya” 1969 y “Zapata” 1970)

## Chicanismos
De «chicano» nace el vocablo «chicanismo», que es una palabra o un conjunto de estas que suena bastante irregular para cualquier otro castellanohablante, incluso mexicanos. Estos, normalmente ejemplos perfectamente ilustrativos del inglés chicano, pueden ser intentos de castellanizar una palabra en inglés, o simplemente una palabra usada exclusivamente entre chicanos. Algunos de los «chicanismos» más comunes incluyen:
- Baica - Bicicleta, del inglés, bike.
- Breques/Brekas - Frenos, del inglés, brakes.
- Bronca/Pedo - Un problema.
- Buchaca - Boca/Bolsa del pantalón.
- Cacles - Zapatos.
- Caile - Ir a algún lugar.
- Califa - California.
- Cana - Cárcel, del inglés, can.
- Chafa - Algo de baja calidad.
- Chainear - Lustrar, del inglés, shine.
- Chillón - Radio.
- Chota - Policía.
- Cincho - Cinturón.
- Clicka - Banda/Pandilla.
- Cora - Cuarto de Dólar, del inglés, Quarter Dollar.
- Ése/Ésa - Cualquier persona.
- Feria/Lana/Varo - Dinero.
- Filero - Cuchillo/Navaja.
- Flatear - Que se refiere a ponchado, desinflado (por ejemplo, "la llanta se flateó", es decir, el neumático se desinfló), del inglés flat.
- Flavio - Mano.
- Firme - Estar bien.
- Flika - Foto.
- Frizando - Congelando, del inglés, freezing.
- Grifo/Pingo - Alguien que está drogado (marihuano).
- Hyna - Una muchacha, una chica. Probablemente proceda de la expresión honey (en su significado de apelación de cariño, cielo), que es como se le dice a la pareja en los Estados Unidos (my honey cfr., o "mi jaina", mi cariño, mi cielo). Otra corriente afirma que procede de la deformación de la palabra "reina", mientras que un derivado "chicano" de dicha expresión es jainiar o jainear, que se refiere a besarse.
- Hom'/Hommie - Colega.
- Jura - Policía.
- Lija - Camisa.
- Malandro - Pandillero.
- Marketa - Mercado, del inglés, market.
- Mopear/Mapear - Trapear, del inglés, mop.
- Morro/a - Niño/a.
- ¡Órale! - Se usa como saludo o para expresar que algo está bien.
- Para atrás - De regreso, de vuelta, devolver. Usado de confusión con el término en inglés, back, que se utiliza en expresiones tales como give back (devolver) y go back (regresar).
- Parkear - Estacionarse, del inglés, park, parking.
- Pistear - Beber o tomar cerveza.
- Poncho - Tienda de empeño, del inglés, pawn shop.
- Pari - Fiesta, del inglés, party.
- Púchale - Que se refiere a empújale/o o presiónale/o, del inglés, push.
- Raite - Aventón, del inglés, ride.
- Ranfla - Automóvil.
- Reka - Grúa de algo destruido, del inglés, wreck.
- Relingo - Chamarra.
- Rifa - Algo que es bueno.
- Rufear - Trabajo relacionado con los techos o azoteas, del inglés, roof.
- Simón - Sí.
- Tacuche - Traje.
- Tori/Teri - Treinta, del inglés, Thirty.
- Tramo - Pantalón.
- Troka/Troca - Camioneta o del inglés, pick-up o truck.
- Vaisa - Fumada (usualmente de marihuana).
- Vato - Hombre.
- Wachar - Que se refiere a mirar, vigilar o ver, del inglés, watch.
- Waino - Tomador de vino (comúnmente un indigente), del inglés, wine.
- Yarda - Patio, del inglés, yard.

Existen muchos otros términos que con el tiempo parecen fundirse o confundirse de otros tantos originados en la Ciudad de México, antes el Distrito Federal (D. F.). De cualquier forma, el origen de esos términos parece haberse creado en base al juego de palabras usado en las fronteras.
También se debería notar que un chicanismo no tiene que ser una palabra especialmente castellanizada o inventada. Hay muchos ejemplos como appointment ("cita" en español) que con el tiempo han ido incorporándose en el vocabulario chicano común. En tal caso, la palabra en español ("cita" en este caso) simplemente se reemplaza por la palabra en inglés más común, convirtiendo "Tengo una cita con el médico" en "Tengo un appointment con el doctor". Esto puede suceder a causa de ignorancia de una palabra sustituible en español, o cuando se opina que la palabra en inglés es más expresiva o fácil de decir.